# Horace Rice
Pour les articles homonymes, voir Rice.
Horace (Horrie) Michael Rice, né le 5 septembre 1872 à Sydney et décédé le 18 janvier 1950 à Sydney, est un joueur de tennis australien.
Il a remporté les Internationaux d'Australie en simple en 1907, en double messieurs en 1910 et 1915 et en double mixte en 1923.

## Palmarès (partiel)

### Titres en simple messieurs
|   | Date       | Nom et lieu du tournoi               | Catégorie    | Surface | Finaliste    | Score         | Tableau |
| - | ---------- | ------------------------------------ | ------------ | ------- | ------------ | ------------- | ------- |
| 1 | 18/08/1907 | Australasian Championships, Brisbane | Grand Chelem | Gazon   | Harry Parker | 6-3, 6-4, 6-4 | Tableau |

### Finales en simple messieurs
|   | Date       | Nom et lieu du tournoi                | Catégorie    | Surface | Vainqueur      | Score              | Tableau |
| - | ---------- | ------------------------------------- | ------------ | ------- | -------------- | ------------------ | ------- |
| 1 | 15/03/1910 | Australasian Championships, Adélaïde  | Grand Chelem | Gazon   | Rodney Heath   | 6–4, 6–3, 6–2      | Tableau |
| 2 | 21/11/1911 | Australasian Championships, Melbourne | Grand Chelem | Gazon   | Norman Brookes | 6–1, 6–2, 6–3      | Tableau |
| 3 | 13/08/1915 | Australasian Championships, Brisbane  | Grand Chelem | Gazon   | Gordon Lowe    | 4–6, 6–1, 6–1, 6–4 | Tableau |

### Titres en double messieurs
|   | Date       | Nom et lieu du tournoi              | Catégorie    | Surface | Partenaire      | Finalistes                | Score              | Tableau |
| - | ---------- | ----------------------------------- | ------------ | ------- | --------------- | ------------------------- | ------------------ | ------- |
| 1 | 15/03/1910 | Australasian Championships Adélaïde | Grand Chelem | Gazon   | Ashley Campbell | Rodney Heath J. L. Odea   | 6–3, 6–3, 6–2      | Tableau |
| 2 | 13/08/1915 | Australasian Championships Brisbane | Grand Chelem | Gazon   | Clarence Todd   | Gordon Lowe Bert St. John | 8-6, 6-4, 7-9, 6-3 | Tableau |

### Finales en double messieurs
|   | Date       | Nom et lieu du tournoi              | Catégorie    | Surface | Vainqueurs                    | Partenaire      | Score               | Tableau |
| - | ---------- | ----------------------------------- | ------------ | ------- | ----------------------------- | --------------- | ------------------- | ------- |
| 1 | 18/08/1907 | Australasian Championships Brisbane | Grand Chelem | Gazon   | Bill Gregg Harry Parker       | Gordon Wright   | 6-2, 3-6, 6-2, 6-2  | Tableau |
| 2 | 15/03/1920 | Australasian Championships Adélaïde | Grand Chelem | Gazon   | Pat O'Hara Wood Ron Thomas    | Ray Taylor      | 6-1, 6-0, 7-5       | Tableau |
| 3 | 11/08/1923 | Australasian Championships Brisbane | Grand Chelem | Gazon   | Pat O'Hara Wood Bert St. John | Dudley Bullough | 6-4 , 6-3, 3-6, 6-0 | Tableau |

### Titres en double mixte
|   | Date       | Nom et lieu du tournoi              | Catégorie    | Surface | Partenaire          | Finalistes                        | Score         | Tableau |
| - | ---------- | ----------------------------------- | ------------ | ------- | ------------------- | --------------------------------- | ------------- | ------- |
| 1 | 11/08/1923 | Australasian Championships Brisbane | Grand Chelem | Gazon   | Sylvia Lance Harper | Margaret Molesworth Bert St. John | 2-6, 6-4, 6-4 | Tableau |

### Finales en double mixte
Aucune